# 人潮汹涌
《人潮汹涌》是一部由饶晓志执导，饶晓志、范翔、李想编剧，劉德華监制，劉德華、肖央和万茜主演的2021年中国黑色幽默剧情片。故事翻拍自2012年日本电影《盗钥匙的方法》，讲述顶级杀手周全和落魄龙套陈小萌，在一次意外事件中交换了彼此的身份，从而引出了一系列阴差阳错的幽默故事。2019年10月24日在上海开机。2021年春节上映。

## 剧情
上海雨夜的一个停车场里，一名男子（吴言真）打完电话给一名女子（曾九蓉）后，就在一辆车旁被一名身穿雨衣的杀手（周全）用刀捅死，在附近躲藏的一名戴眼镜的男子（殷胜）用手机将杀人过程录拍了下来。生活陷入谷底的龙套演员陈小萌在其租住的房屋里烧掉个人物品，正在上吊自杀时手机铃声响起，于是他想挣脱吊绳接听来电，结果绳子断裂让其脱险，房东来电催收房租，陈看到钱包里还有一张“罗马仙池”的洗浴体验券，就决定去那里洗一次浴。周全驾车在路上看到有警察在前面检查，就将车拐到旁边的“罗马仙池”里去洗浴，不料前面那只是剧组在拍戏。柜台男服务员看到陈的体验券嫌弃他道已经过了午夜12点此券刚好过期，幸得旁边周全用手机上显示时间的提醒帮陈摆脱困境，原来店里的挂钟比真实时间快了几分钟。
陈小萌洗澡时万分伤心，不小心将手中的香皂掉了出去，恰好被旁边赤脚走过的周全踩到，导致周全头部狠狠地摔倒了地上陷入昏迷，而周的手环正好落到了陈的脚边，在众人围观躺着的周全时，陈回想到周全储物柜里装有贵重财物就想据为己有，于是将自己的手牌脱下来悄悄放到了周全旁边，后来周被医生抬到救护车里送到一家医院治疗，根据遗落的手环陈小萌的衣物被当作周全的物品被一并带走，而陈则利用周的手环打开柜子，穿上对方的衣服拿走物品还开走了其豪车。周的手提包里有好几万现金，陈用这些钱一一还债，在还前女友的账时得知其将要结婚还给了她一大笔钱当作礼金，看到包里的钱很快用完让他伤心，然而幸运地他在车里又发现了装在几个纸袋里的一大笔钱，令他又恢复愉悦心情。
不久后陈拿着周的手提包和一篮子水果去医院看望周全，在准备归还其物品时，却发现周全将他自己当成了陈小萌。周被医生叫走后，有两名警察来医院呼叫寻找陈小萌，陈不得已承认自己就是警察要找之人，原来是失忆的周全让警察帮其核实个人资料，陈小萌辩称他已经恢复记忆打发走了警察，后又替周全缴了“陈小萌”的住院治疗费用。陈没有将真实身份告知周全，因为他决定暂时先过一段周全的美好生活。李想来医院看望在学校突然昏倒前来治疗的儿子李由，在与体育老师谈话中得知儿子是因为一篇演讲《我的宇航员父亲》的压力所致，因为儿子谎称自己的父亲是一名宇航员。李想在跟儿子交谈时称其不该欺骗学校的师生，儿子则以她未来可能会跟一个男性宇航员结婚来为自己辩护。
李想开车将路边的积水溅到了路边的周全身上，于是她开车载他回家，交谈中发现对方失忆，根据身上携带的陈小萌所购火车票上的信息显示陈为1987年所生只有32岁，但根据面相她难以置信他的年龄只有32岁。周全根据信件地址来到了陈小萌的住处，不敢相信屋里如此邋遢；与此同时另一边，陈小萌拿着房卡来到了周全所住的高级公寓里，其居住环境与原来相比真可谓是天壤之别。李想登门上来归还他遗落在了车里的一袋药，两人看到屋顶断裂的绳子得知“陈小萌”有过自杀行为。恰好房子的总房东来要账看到屋内凌乱的环境，房东因误会与李想发生了口角，于是她帮“陈小萌”交付了2200的房租。临走时李想劝他不要再有自杀行为，“陈小萌”为表谢意将那篮水果送给了她，她则留给他一张个人名片。
周全有善于整理归纳的习惯，他将发现的个人特质和目前境遇都用笔一一记在笔记本上，当得知自己是个龙套演员时就去片场演戏赚钱谋生，但却因记不起“陈”的苹果手机的开机密码而导致手机被锁死无法使用。另一边陈小萌则在周全家里过着花天酒地的逍遥快活日子，他发现衣柜室里有许多不同职业身份的工作证件和制服，误以为周全是制作假证件的，还在书桌里发现一把手枪，并接到陌生男子的来电，说有20万的钱款要交给他。陈就在其原住址附近约见交钱之人，碰巧遇到了回家的周全。周为感谢对方帮他缴付治疗住院费就邀请陈上楼到他家里坐坐，恰好李想也在楼上等他。陈小萌的住处经过周全的清扫和整理后已经焕然一新，令陈小萌和李想感到惊讶。周全对两人自嘲说：“三十多了，没有固定工作，交不起房租，当演员连群演都演不好。长一张老脸，名字叫小萌，想死也是应该的”，此话令陈小萌感到无地自容，陈就说自己也认识一个生活不堪之人，不过幸运的是那人最后买彩票发了财。陈对隔壁房间的噪音非常不满大动肝火，令李想感到有些费解，之后陈提前离开并鼓励周全要有理想的好好活下去。
陈小萌被两名男子（殷胜和“大魔王”）带到了一家火锅店里，见到了杀手雇主晖姐，并看到手机拍摄的捅人视频，他才意识到周全是名职业杀手。晖姐问他死者吴言真的尸体是如何处理的，内心害怕的陈小萌闭口不答，后来晖姐又要他接下了暗杀吴言真的情妇曾九蓉的任务，交给了他几十万酬金，原来是吴和曾合伙欺骗了晖姐，导致晖姐一直对二人怀恨在心。离开后内心害怕的陈打开车的后备箱查看，虽没有看到尸体却看到疑似沾有不少血迹的一件雨衣和一把刀，他担心自己的生命以后会有危险就想开车离开周全住处，后来想到自己有过自杀行为算是死过一次的人于是慢慢冷静了下来。他根据周全家里墙上所贴的照片和图纸等信息去跟踪曾九蓉，发现对方怀孕并爱好小动物觉得她是善良之人，于是就想与她接近成为朋友。陈小萌与曾九蓉逐渐相识后，就去找晖姐称他与曾的星座相克所以不愿继续杀人任务，却受到对方的威胁而无果而返。
李想约周全到饭店吃饭并偷偷用录音笔记录两人之间的谈话，原来她想要写一篇以失忆的他为主角的媒体文章以满足个人工作需要，李想在他的笔记本里写下一句鼓励话语令他感动落泪，交谈中得知她有一个未婚儿子但一直过着单身日子。周全在家里观看不少影视作品学习表演技巧，并在片场认真努力的龙套表演工作态度得到了导演等剧组人员的肯定。一次李想找他帮忙身穿剧组的宇航服去演一次儿子的父亲，因为儿子的小学毕业演讲题目是《我的宇航员父亲》，于是他偷偷携带宇航服躲过片场人士的追赶，乘坐李想的车抵达学校，在李由演讲完毕后身穿宇航服走上台与其拥抱，令台下的老师和家长们纷纷起立鼓掌，并感动了台下的李想。晚上李想为表谢意来到“陈”家吃饭并喝了瓶红酒，两人敞开心扉交流，临走时她主动吻了他一下表露爱意。后来一个夜晚李想开车载周全去片场拍戏，她留在旁边观看并等待他收工。片场所拍摄的雨夜杀人的场景令周又恢复了个人记忆，他想起自己的真实身份和许多往事，于是拍戏结束后不告而别，此举令等待他的李想感到困惑不解。
陈小萌又在周全家里偶然发现一大笔隐藏的现金，他将钱交给了曾九蓉让其逃离此地，并告知吴言真已死有人要杀她，曾随后携带那袋钱逃走。之后他拿着装有周全身份证的手包想归还给周全，碰巧遇到了前来归还周全笔记本的李由，陈只得找借口暂时离开，他打曾的手机发现已联系不上她，此时又遇到了前来找他的“大魔王”，原来晖姐在看电视时发现了陈小萌在一部影视作品中的龙套演出，大魔王拿出一把刀子逼问陈是干什么职业的，却被陈掏出的枪吓的尿了裤子。陈开车离开后周全在后座现身，并拿着刀子逼着陈一起到了其公寓里，殷胜则在后面开车跟踪陈小萌到其公寓楼下。周看到陈在自己家里逍遥快活搞乱房屋，就教训起他来，陈则反驳道周是一个杀人凶手并用枪指着周，岂料被周全迅速夺了过来并连开了几枪，原来那只是把假枪，周称陈不仅懒惰贪财还很笨，陈求周放过他并称他已经把大部分钱都交给了曾九蓉，周称陈被曾伪装的外表骗了，她的怀孕也是伪装的。于是周解开了自己的真实身份：他并非一个真杀手，而是中间人，其在接到暗杀任务后会去直接找暗杀目标人物谈好，让对方配合自己演出一次假死的戏骗过雇主，接着再销声匿迹躲藏起来，这样下来一个任务可以收到两份钱，所以吴言真也还活着。殷胜通知晖姐，晖姐带领火锅店多位员工乘车来到周全居住的公寓楼，众人由于没有房卡只得走楼梯上到38楼。就在他们撞开房门之际，通过监控得知外面情况的周带着陈躺在浴缸里启动机关逃到了楼下房间，晖姐在室内看到陈与曾的合照，知道自己被其所骗，他们在屋里找不到人只得失望离开。周全在室内指导陈小萌配合练习假死表演，陈因表演不专业不努力被周多次打脸教训，周全想在以后不久制造一场刺杀陈的骗局来骗晖姐，以此来帮陈小萌摆脱她对陈的记恨。
周全接到李想的电话得知李由到其住处（陈小萌住处）归还笔记本，现在还没有回家所以很担心孩子，周于是驾驶一辆摩托车携带陈回去找李由，周全上楼后在楼下等待的陈小萌看到一个男孩（李由）坐上了“大魔王”的车开走了，周全得知此情况就怀疑孩子被晖姐的人绑架了，于是他就冒充国际刑警到火锅店找她要人。正当晖姐和殷胜被周全假冒的国际刑警骗的不知所措时，却受到正在隔壁房间喝酒的群演负责人麻明过来的搅局，以致周全的假国际刑警身份被识破，被晖姐手下绑了起来。监听的陈小萌和李想发现周全出事，就让陈想办法救回周全和儿子。
陈小萌打电话给晖姐，约对方到一个废弃的剧场交易。陈把自己伪装成带有神经质的杀人狂，李想则躺在剧场的舞台上伪装成已被杀死的曾九蓉。面对台下站着的晖姐等人，“杀手”陈在台上的演讲和表演唬住了晖姐的一帮手下，绑在麻袋里被打伤的周全也被陈放了出来，晖姐上台查看死者曾的情况发觉再次被骗，原来“死者”身上尽管有许多“血迹”却没有一点血腥味。骗局被识破后李想不得不站了起来，晖姐对这位陌生的女性身份感到费解，再加上对方问她要找一个孩子，就猜想周陈李三人都是演员，却无法理解三人之间的关系。此时李想收到了儿子的来电，得知他已经回到家里，原来当时被陈拿枪吓尿了裤子的“大魔王”，开车载着李由到李家，此刻正在阳台等着晾干裤子。
面对对方的围攻，周全拿起地上的一把刀（陈小萌携带的伸缩假刀）挟持殷胜走出剧场，并掩护陈小萌和李想成功坐进一辆车里开车逃离，周自己却未成功上车身陷众人的围殴，陈李二人开车逃离剧场一段距离后，陈又决定独自赶回去解救周全，李想通过电话得知儿子已经报警也勇敢赶了回去。周陈二人联手抗敌身上多处受伤，晖姐拿起那把刀去捅周全结果没有大碍，才发现刀也是假的自己又被骗了，李想看见周全被捅和假刀则是悲喜交加。随着警车声越来越近，周陈等人最终获得解救。
周陈二人在医院疗伤时，周全将自己手上那块价值不菲的手表送给了陈当作礼物。康复后缺钱的陈小萌到了前女友的婚礼现场向其讨要回部分礼金。后来周全因诈骗罪和伪造证件罪被判处缓刑。晖姐则因故意伤害罪被判处十年有期徒刑。逃亡中的吴言真和曾九蓉因诈骗罪受到警方通缉。在周全从看守所释放那天，李想开车载着李由到看守所门口接他，周李见面后两人拥抱在了一起。

## 角色
| 演員   | 角色           | 介紹                                                                   |
| 刘德华 | 周全           | 表面上是一个顶级杀手，广东江门人，曾是获得过金钥匙奖的一名酒店精英管家 |
| 肖央   | 陈小萌         | 落魄龙套演员                                                           |
| 万茜   | 李想           | 创业媒体公司CEO，单身妈妈                                              |
| 黄小蕾 | 王艳晖（晖姐） | 重庆人，周全雇主，火锅店老板                                           |
| 程怡   | 曾九蓉         | 晖姐以前的好姐妹，吴言真的情人                                         |
| 刘天佐 | 麻明           | 龙套演员召集人，演员                                                   |
| 卫莱   |                | 陈小萌前女友                                                           |
| 狄志杰 | 殷胜           | 火锅店经理，晖姐的贴身跟班之一                                         |
| 国义骞 |                | 晖姐的贴身跟班之一                                                     |
| 魏之皓 | 李由           | 李想的非婚生儿子，就读于小学六年级                                     |
| 郭京飞 | 房东           | 客串，陈小萌租住房的总房东                                             |
| 路阳   | 路导           | 客串，《刺杀小说家》导演                                               |
| 郭帆   | 郭导           | 客串，《流浪星球》导演                                                 |
| 雷佳音 | 制片           | 客串，《刺杀剧作家》剧组人员                                           |
| 王学兵 | 吴言真         | 客串，晖姐前男友，曾九蓉情夫，暗杀目标人物                             |
| 林海   | 医生           | 周全头部受伤失忆后的诊断医生                                           |

## 创作
2007年饶晓志写了一个电影剧本《爆胎》，讲述了两个长得一模一样的男人——一个是房地产商，一个是剧团演员，因为一次偶然的车祸互换了身份，引发了一系列很荒诞也很童话的故事，片子最终没有拍出来。影片翻拍自内田贤治编导的2012年日本电影《盗钥匙的方法》，2016年韩国电影《幸运钥匙》就翻拍自该片。据导演介绍，原版电影是影评人史航推荐给他的，一开始饶晓志拒绝翻拍它，因为他想做原创电影。之后他看了几遍日本原作，发现故事有打动他的地方才开始剧本创作，将剧本进行中国化改编大约花了半年时间。这次拍《人潮汹涌》对于饶导而言是圆了上次的创作梦，讲了一个成人童话、一则都市寓言。当导演决定把新片取名为《人潮汹涌》时受到许多人的反对，但他坚持为之，“因为原作裏那种平凡人的荒诞，是促使他动笔的闪光点。”
对于片名“人潮汹涌”的含义，饶晓志解读道：“我拍的都是关注人的电影，人的概念体现比较充分，在时代的洪流裏，不管是无名之辈也好，平凡也好，独特也好，或许奋勇向前，或许低落，都是对人潮汹涌的一个诠释”。对于影片主旨，饶导说“电影的主旨其实不是换个人生，而是换个活法，是人生态度的改变，而不是人生的改变。我觉得换个活法才是我们需要去认真面对的。”2019年10月24日在上海开机，2020年1月上旬杀青。
《人潮汹涌》是饶晓志继《无名之辈》后，与英皇电影和制片人梁琳的第二次合作。这是女主角万茜继2016年《你好，疯子！》后再次与饶导合作，因为导演认为她的身上明显带有独立女性的特质，很符合女主角李想的身份。饶晓志一直很期待和刘德华合作，为了邀请刘德华参演饶导还特地到了刘德华主演电影《扫毒2》的首映礼现场。他表示自己最想看看像刘德华这样努力的演员，都是怎么工作的。这次刘在电影中一人分饰多个角色，在不同的身份中切换，他的敬业精神让饶晓志相当佩服。肖央表示前辈刘德华能给自己很多安全感以及很多很温暖的东西。有一场戏是肖央被刘德华抽了30多个耳光，拍完后刘德华赶忙上前道歉，虽然肖央一侧的脸部已肿了起来，但还是笑着对刘德华一连说了好几个“没事”，现场的工作人员也被肖央为戏牺牲的演艺精神鼓起掌来。

## 歌曲
由刘若英演唱的歌曲《人潮里》于2021年1月1日发布，著名音乐人陈建骐担任制作人，郭栋楠作词，樊俊作曲。刘若英之所以会唱这首歌，是因为刘德华，两人在2004年合作过冯小刚导演的电影《天下无贼》。火星电台创作并演唱的插曲《一则寓言》于1月25日发布。1月29日，刘德华与肖央合唱的新年推广曲《新的一年》发布，改编自姜鹏演唱的2016年歌曲《兄弟想你了》。2月4日，由万茜携黄龄、孟佳、张含韵、朱婧汐合唱的追梦推广曲《我和我追逐的梦》发布，翻唱自1991年刘德华演唱的专辑同名曲。2月9日，筷子兄弟——肖央、王太利演唱的理想推广曲《汹涌人潮》发布。
| 曲別       | 歌名               | 作曲     | 作詞     | 演唱                             | 監製     |
| ---------- | ------------------ | -------- | -------- | -------------------------------- | -------- |
| 主题曲     | 《人潮里》         | 樊俊     | 郭栋楠   | 刘若英                           | 陈建骐   |
| 插曲       | 《一则寓言》       | 火星电台 | 火星电台 | 火星电台                         | 火星电台 |
| 新年推广曲 | 《新的一年》       | 张世彬   | 郭栋楠   | 刘德华、肖央                     | 彭飞     |
| 追梦推广曲 | 《我和我追逐的梦》 | 周治平   | 周治平   | 万茜、黄龄、孟佳、张含韵、朱婧汐 |          |
| 理想推广曲 | 《汹涌人潮》       | WES      | 郭栋楠   | 肖央、王太利                     | 王迦奕   |

## 发行
本片於2021年春节档大年初一上映。2020年11月4日，首款预告片"换个活法"发布。12月7日下午，导演与三位主演在深圳出席迎牛年发布会。2021年2月1日，剧情版预告片发布。2月4日，由2019年电影《平原上的夏洛克》导演徐磊创作的新春转运番外《寻找刘德华》（11分钟30秒短片）发布，讲述占义、树合与超英三人从乡下来到北京，穿过“人潮汹涌”寻找感谢刘德华的幽默故事。2月5日晚在北京举行了一场点映，饶导演和黄晓蕾出席，刘德华视频连线与观众对话。另外在上海、南京、杭州、广州、重庆、深圳、成都、济南和东莞也有提前点映活动。

## 细节
1. 《人潮汹涌》英文片名 Endgame 致敬了荒诞派戏剧大师塞缪尔·贝克特创作的1957年同名独幕剧，最后陈小萌约晖姐在废弃剧场见面的墙上粉刷的海报就是《Endgame》 。
2. 致敬刘德华主演电影：《五虎将之决裂》（周全对着电视模仿开枪自杀镜头），《旺角卡门》（拍戏男演员模仿张学友的表情吼周全），《新上海滩》（剧组拍民国枪战戏画面），《无间道》（麻明在火锅店请周全到他办公室喝咖啡，周全与陈小萌持枪对峙），《烈火战车》（本田摩托车），《天若有情》（周全骑摩托载陈小萌，追梦人配乐）。
3. 片中多次致敬周星驰的《喜剧之王》：陈小萌与前女友见面、陈小萌与曾九蓉告别的配乐出自该片，最后李想盘腿拥抱周全效仿了柳飘飘抱尹天仇，陈小萌家中也有《演员的自我修养》一书。
4. 李想所驾驶的沪A车牌号的数字为2046，致敬了王家卫电影《2046》，《2046》的剧情与找回失去的记忆有关。
5. 多次提及饶导作品：晖姐在火锅店用重庆话演唱的歌曲《胡广生》是饶导上一部电影《无名之辈》的插曲；陈小萌家中有《你好，打劫！》剧本；周全与李想曾一起观看话剧《你好，打劫！》。陈小萌最后去前女友的婚礼现场，饶导作为新郎的朋友出席了婚礼。
6. 舞台剧表现手法：电梯打开预示着剧情开始，周全教陈小萌假死那场戏充满舞台感，最后李由在车里叫了声“CUT”即宣告故事结束。
7. 陈小萌还款的钱数对应了四位主创的生日：肉铺927元是刘德华生日，烟店514是万茜生日，理发店47是肖央生日，彩票店1028为饶晓志生日。
8. 与其他电影的互动：2019年春节电影《流浪地球》导演郭帆客串本片，拥抱以及片尾感谢来自于真实事件，郭帆也是饶导2016年电影《你好，疯子！》的监制。2021年春节上映的《刺杀小说家》导演路阳和主演雷佳音在片中客串；刘德华和肖央在春节上映的《唐人街探案3》中客串饰演神秘组织Q成员。[28][29][30]

## 评价
北京电影学院电影学系副研究员康宁：“导演饶晓志对原版故事进行了三重改造：文化情境的再生创造提供日常生活的惯常性，周全与刘德华的身份互文提供人物认同的支点，而借用荒诞舞台剧将电影故事的荒诞性推向极理性的一面——每个人都需要做选择，而选择的前提是自省。凭借这样的改造，饶晓志为《人潮汹涌》贴上了自己的标签，赋予作品超越翻拍、超越荒诞喜剧以外的意义。从《你好，疯子》、《无名之辈》到《人潮汹涌》，饶晓志一直尝试找到商业性与艺术性的结合点，发出自己的声音，即使是翻拍也尝试贴上“作者”的标签。影片尽可能地将本土化情境、荒诞叙事与观众共情推至同一个场域，使其契合观众的期待视野，激发观众的共通情绪，进而在他们心理留下痕迹，引发思考，生成感染力。”
影评人“不合逻辑的诗意”写道：“电影表面上看起来是个充满黑色幽默的喜剧故事，电影中的人有哭有笑，流血流泪，电影之外的人看完电影后却思考了更多。这部电影最妙的地方在于不仅主角很出色，很多配角都很出彩，在剧院和餐厅裏的那些群戏都动人，演员与演员之间互动引发的戏剧张力让人看到了故事的魅力。非常感谢导演给了我们一个充满了粉红色泡泡的美好结局，我想现实生活一定要比电影结局要惨烈得多。2020年新冠疫情在全球泛滥，很多人都失业，普通民众的生活也比往日艰难，生活在底层的小人物更是艰难，所以看到电影中的人为了生存而努力挣扎，会更加有感触，与心有戚戚焉。永远给生活留一线希望，大概这就是这部电影的魅力之一。”

## 票房
由于今年春节档中国电影市场竞争比往年更加惨烈（2020年中国院线因为疫情失去了很多票房收入），《唐人街探案3》、《你好，李焕英》等影片背后都有大资本和主要院线公司参与投资发行，加上本片的预售成绩不佳、翻拍、片名的文艺性等因素，在春节档前几天的排片和票房一直列七部影片的倒数第一位，饶导为此发文呼吁影院能给本片增加一些好的排片场次，刘德华不仅在抖音上为影片宣传，还录制励志歌曲《男儿志》给导演和剧组团队打气。后来随着口碑发酵、上座率提升等因素的作用，排片和票房有所回升。单日票房逐渐超越了《侍神令》、《新神榜：哪吒重生》、《熊出没·狂野大陆》、《刺杀小说家》和《唐人街探案3》。最终累计7.62亿人民币票房，位列春节档七部影片第四位。

## 奖项
| 奖项                 | 类别           | 获提名者             | 结果 |
| -------------------- | -------------- | -------------------- | ---- |
| 第30届华鼎奖         | 最佳女主角     | 万茜                 | 提名 |
| 第30届华鼎奖         | 最佳女配角     | 黄小蕾               | 提名 |
| 第30届华鼎奖         | 最佳歌曲       | 《人潮里》（刘若英） | 提名 |
| 第17届中美电影节     | 年度最佳女配角 | 黄小蕾               | 獲獎 |
| 第13届澳门国际电影节 | 最佳影片       | 《人潮汹涌》         | 提名 |
| 第13届澳门国际电影节 | 最佳男主角     | 刘德华               | 提名 |